# Drugs, Inc.
Drugs, Inc. er en amerikansk dokumentar-tv-serie på National Geographic Channel, der udforsker den globale narkotika-produktion og -handel.

## Liste over episoder

### Sæson 1 (2010)
- 1. Kokain
- 2. Meth
- 3. Heroin
- 4. Marihuana

### Sæson 2 (2012)
- 1. Crack
- 2. Hash
- 3. Ecstasy
- 4. Hallucinogens
- 5. Ketamin
- 6. Pill Nation
- 7. Designer Drug
- 8. Grand Theft Auto